# Ceylonosticta anamia
Ceylonosticta anamia – gatunek ważki z rodziny Platystictidae. Endemit Sri Lanki.